# L'illa de l'Ós
L'illa de l'Ós (títol original: Bear Island) és una pel·lícula canadenco-britànica dirigida per Don Sharp, estrenada el 1979. És una adaptació de la novel·la escrita per Alistair MacLean Ha estat doblada al català.

## Argument
Un valuós tresor nazi es troba amagat en el Pol. Un biòleg estatunidenc i un antic oficial de la Gestapo s'enfrontren per tractar de recuperar-lo.

## Repartiment
Repartiment:
- Donald Sutherland: Frank Lansing
- Vanessa Redgrave: Heddi Lindquist
- Richard Widmark: Otto Gerran
- Christopher Lee: Lechinski
- Barbara Parkins: Judith Rubin
- Lloyd Bridges: Smithy
- Lawrence Dane: Paul Hartman
- Patricia Collins: Inge Van Zipper
- Michael J. Reynolds: Heyter
- Bruce Greenwood: tècnic

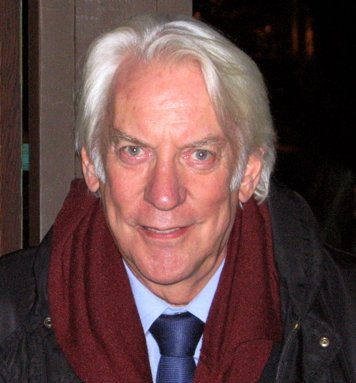
Donald Sutherland (2005) fa el paper de Frank Lansing
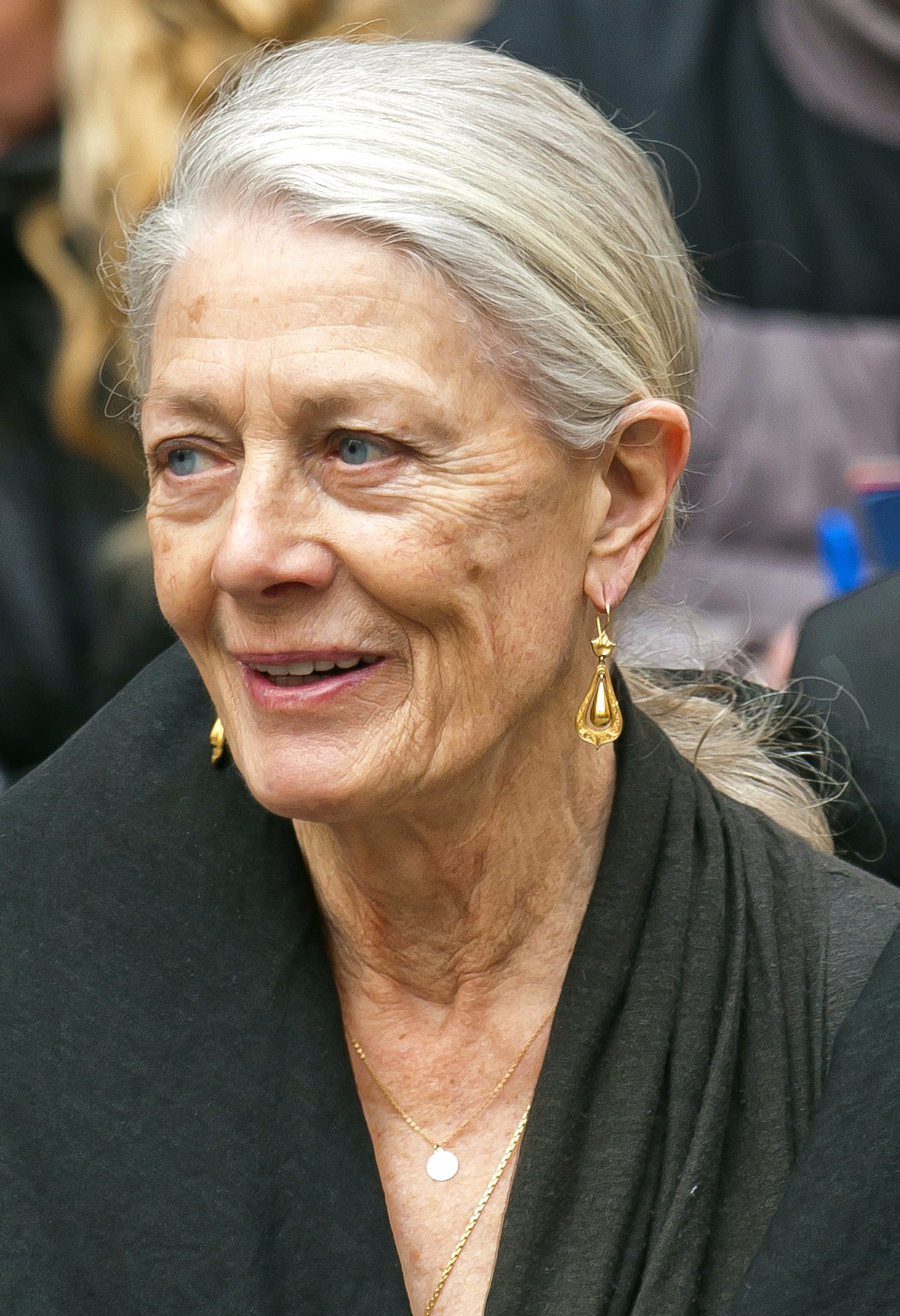
Vanessa Redgrave (2011) fa el paper de Heddi Lindquist
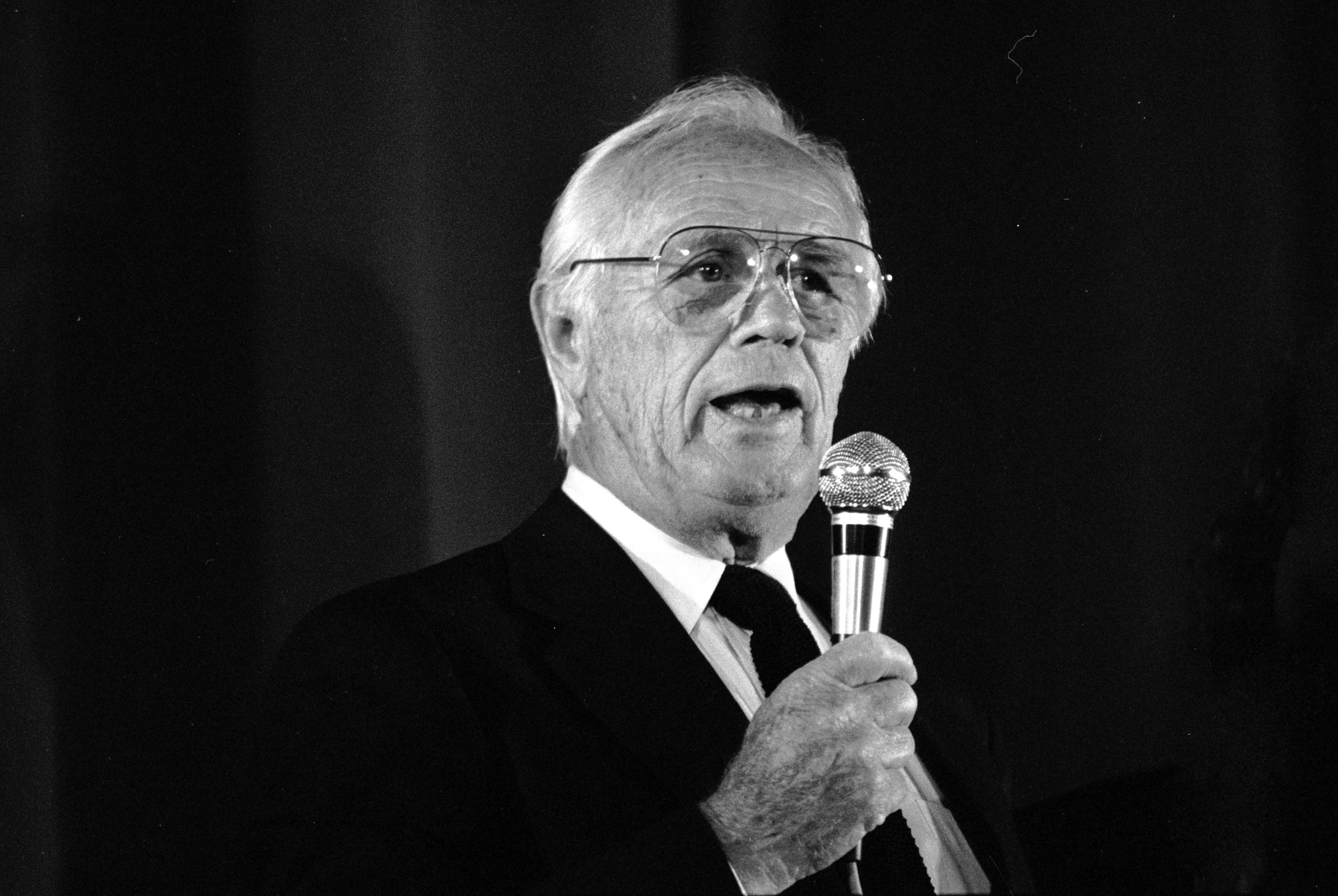
Richard Widmark (1991) fa el paper de Otto Gerran
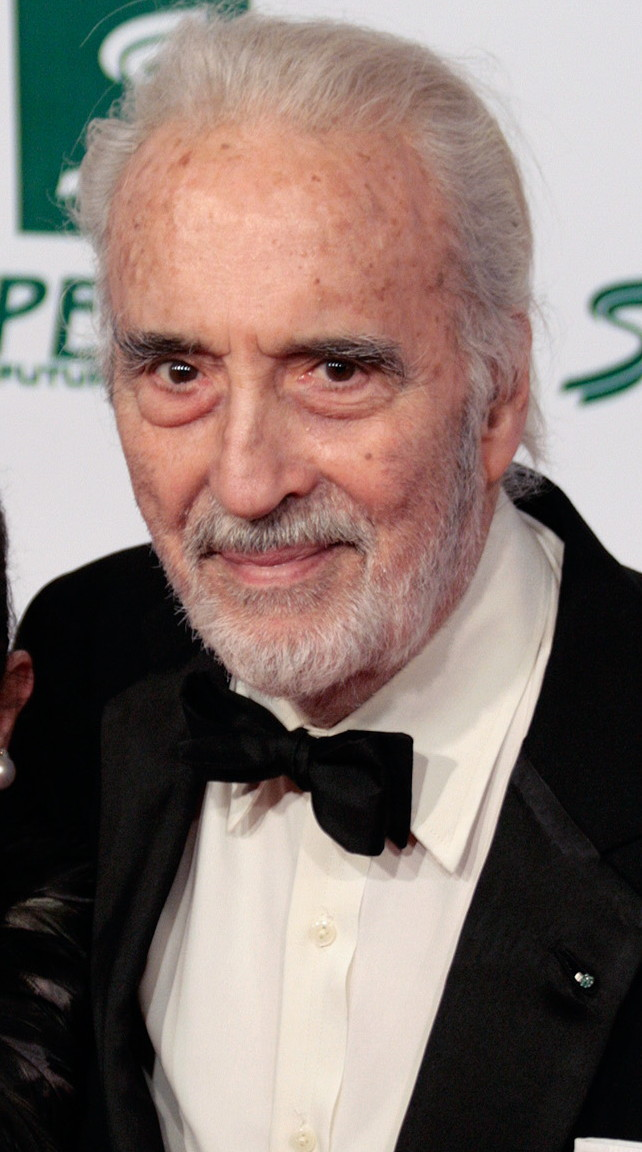
Christopher Lee (2009) fa el paper de Lechinski
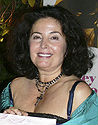
Barbara Parkins (2006) fa el paper de Judith Rubin
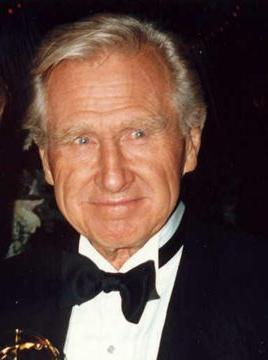
Lloyd Bridges (1992) fa el paper de Smithy
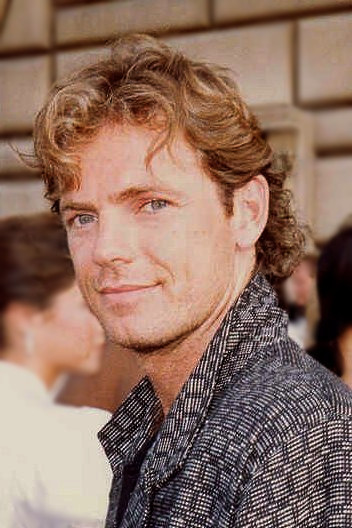
Bruce Greenwood (1987) fa el paper d'un tècnic